# A lény
A lény (eredeti cím: Species) 1995-ben bemutatott amerikai sci-fi-thriller, melyet Dennis Feldman forgatókönyvéből Roger Donaldson rendezett. A főbb szerepekben Natasha Henstridge (színészi debütálásaként), Ben Kingsley, Michael Madsen, Alfred Molina, Forest Whitaker és Marg Helgenberger látható.
Az Amerikai Egyesült Államokban 1995. július 7-én mutatták be az MGM forgalmazásában. 1998-ban elkészítették a film folytatását, 2004-ben a harmadik, 2007-ben pedig a negyedik rész is megjelent.

## Cselekmény
|  | Alább a cselekmény részletei következnek! |

Tudósok titkos kísérleteket végeznek el egy földönkívüli lényen, ami elszabadul és női alakot ölt. A lényt Silnek nevezte el Fitch, a tudós, aki maga is a szörny keresésére indul négy társával együtt. Sil természetfeletti fizikai és szellemi erőkkel rendelkezik. A lány megszökik, egy vonaton Los Angelesbe utazik. Útközben egy gubóban bábozódik, majd röviddel ezután felnőtt nőstényként kikel. Szexuális partnert keres, hogy képes legyen szaporodni. Egy szórakozóhelyen talál egy lehetséges partnert, de egy másik nő lecsap a kiszemelt férfira, ezért Sil megöli a vetélytársát a WC-ben. Ezután egy másik férfi házába megy, de megöli őt csókolózás közben, mert felfedezi a cukorbetegségét. Fitch csapata nem sokkal ezután megérkezik a férfi házába, a lény egy rejtekhelyről figyeli a csapat tagjait.
Később Silt elgázolja egy autó, és kórházba szállítják. Gyorsan magához tér, és a törött válla is hihetetlenül gyorsan meggyógyul, ami ámulatba ejti az orvosát. A baleset segítőkész szemtanújával hagyja el a kórházat, aki hazaviszi magával. Amikor a nő párosodni akar vele, a keresőcsapat megzavarja, így megöli ezt a partnert is.
Sil elrabol egy nőt, és egy autóbalesetben halálra égeti, hogy azt higgyék az üldözői, ő pusztult el. A baleset helyszínén ott hagyja az egyik levágott ujját, amely hamarosan visszanő. A keresést leállítják, bár Lennox nem hiszi el, hogy Sil valóban meghalt. Még aznap este a szállodában a nő rövidebbre vágja és barnára festi a haját, utána elcsábítja a csapat egyik tagját, Stephen Ardent. Megöli, amikor rájön, hogy teherbe esett tőle.
Silt a város csatornájában üldözik, ahol megöli Fitchet. Később elkapják és megölik, akárcsak a fiát, aki nagyon rövid terhesség után született. Az utolsó jelenetben egy patkány megeszi a megölt lény apró maradványát, majd genetikailag átalakul.
|  | Itt a vége a cselekmény részletezésének! |

## Szereplők
| Szereplő              | Színész            | Magyar hang       |
| --------------------- | ------------------ | ----------------- |
| Xavier Fitch          | Ben Kingsley       | Szersén Gyula     |
| Preston Lennox        | Michael Madsen     | Barbinek Péter    |
| Dr. Stephen Arden     | Alfred Molina      | Jakab Csaba       |
| Dan Smithson          | Forest Whitaker    | Kerekes József    |
| Dr. Laura Baker       | Marg Helgenberger  | Antal Olga        |
| Sil, a lény           | Natasha Henstridge | Németh Zsuzsa     |
| fiatal Sil            | Michelle Williams  | Simonyi Piroska   |
| kalauznő              | Esther Scott       | Némedi Mari       |
| Mrs. Morris           | Herta Ware         | Kassai Ilona      |
| portás                | Gary Bullock       | Uri István        |
| kidobófiú a diszkóban | William Bumiller   | Haás Vander Péter |
| pasi a diszkóban      | Matthew Ashford    | Bácskai János     |
| Robbie                | Anthony Guidera    | Fazekas István    |
| John Carey            | Whip Hubley        | Kőszegi Ákos      |
| Orvos                 | Richard Fancy      | Kiss Gábor        |
| elrabolt nő           | Marliese Schneider | Jani Ildikó       |